# 来字良种繁育基地
来字良种繁育基地是中华人民共和国吉林省松原市乾安县下辖的一个类似乡级单位。

## 行政区划
下辖以下地区：
来字良种繁育基地虚拟生活区。